# Distrito de Suitucancha

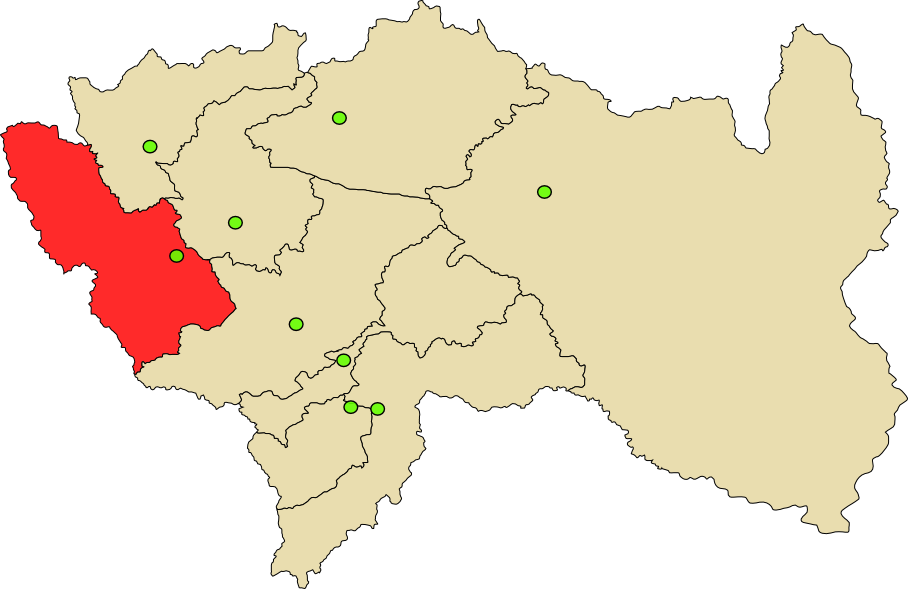
Provincia de Yauli en el Departamento de Junín

El Distrito de Suitucancha (Suyt'u Kancha) es uno de los diez distritos de la Provincia de Yauli, ubicada en el Departamento de Junín, bajo la administración del Gobierno Regional de Junín, en la sierra central del Perú.
Dentro de la división eclesiástica de la Iglesia Católica del Perú, pertenece a la Vicaría V de la Arquidiócesis de Huancayo

## Historia
El distrito fue creado mediante Ley del 13 de enero de 1962, en el segundo gobierno del Presidente Manuel Prado Ugarteche.

## Geografía
Abarca una superficie de 216,47 kilómetros cuadrados.

## Capital
Es el pueblo de Suitucancha, ubicado a 4 255 m s. n. m.

## Autoridades

### Municipales
- 2019 - 2022
  - Alcalde: Edson Ramos Gallardo

- 2015 - 2018[2]
  - Alcalde: Eliseo Alvino Flores Ramos, Movimiento Juntos por Junín (N).
  - Regidores: PCesareo Mansueto Vicente Michue (N), Elizabet Zara Ramos de Rimari (N), Edgar Rimari Hurtado (N), Nery Rosales Huancaya (N), Juan de Dios Pizarro Rosales (Junin Sostenible con su Gente).
- 2011-2014[3]
  - Alcalde: Edson Gilmer Ramos Gallardo, de la Convergencia Regional Descentralista (CONREDES).[4]
  - Regidores: Lucio Raúl Rivera Huancaya (CONREDES), Santos Glicerio Cuba Hurtado (CONREDES), Luisa Gregoria Cáceres Porras (CONREDES), Abraham Dionicio Pizarro Rosales (CONREDES), Patrocinio Filomeno Porras Vicente (Perú Libre).
- 2007-2010
  - Alcalde: Emilio Venusto Hurtado León.

### Policiales
- Comisaría de La Oroya
  - Comisario: Cmdte. PNP. Dennis Pizarro.[5]

### Religiosas
- Arquidiócesis de Huancayo[6]
  - Arzobispo de Huancayo: Mons. Pedro Barreto Jimeno, SJ.
  - Vicario episcopal: Pbro. Enrique Tizón Basurto.
- Parroquia Cristo Rey[7]
  - Párroco: Pbro. Enrique Tizón Basurto.